# Iglesia de San Nicolás (Miranda de Ebro)
La iglesia de San Nicolás de Bari, o simplemente iglesia de San Nicolás, es un templo parroquial de culto católico situado en Miranda de Ebro, provincia de Burgos, comunidad autónoma de Castilla y León, España.

## Historia
La iglesia de San Nicolás de Bari ya estaba proyectada para el mes de septiembre de 1939 ante la necesidad de construir un templo que sustituyese al primitivo San Nicolás (hoy llamado, tras su reconstrucción, del Espíritu Santo), un edificio románico incendiado tres años antes, en el mes de mayo de 1936. El solar elegido para levantar el templo había estado ocupado por el Antiguo Convento de la Magdalena, que también fue destruido en 1936, y del que hoy tan sólo queda un muro.
El moderno templo de San Nicolás es obra de los arquitectos Ramón Aníbal Álvarez y Pablo Cantó Iniesta, miembros del Grupo de Artistas y Técnicos Españoles para el progreso de la Arquitectura Contemporánea. En octubre de 1939 presentaban ambos redactores su memoria, planos y presupuesto, que ascendía a 832.147 pesetas, cifra que se vería duplicada al ampliarse notablemente las obras previstas, ejecutadas por Sixto Erquiaga y Eustaquio y Martín Segura-Jaúregui. Finalmente la iglesia fue inaugurada el 6 de mayo de 1945, aunque algunos elementos como el campanario no se finalizasen hasta 1955. El proyecto quedó en segundo puesto en el Certamen Nacional de Arquitectura de 1945. 
Cabe mencionar que el mismo día de la inauguración de la iglesia el Nuncio en España, monseñor Cicognani, consagró en ella obispo de Osma al padre Saturnino Rubio Montiel (1889-1971), párroco que fuera de la vieja iglesia de San Nicolás y principal promotor de la erección del nuevo templo.

## Descripción

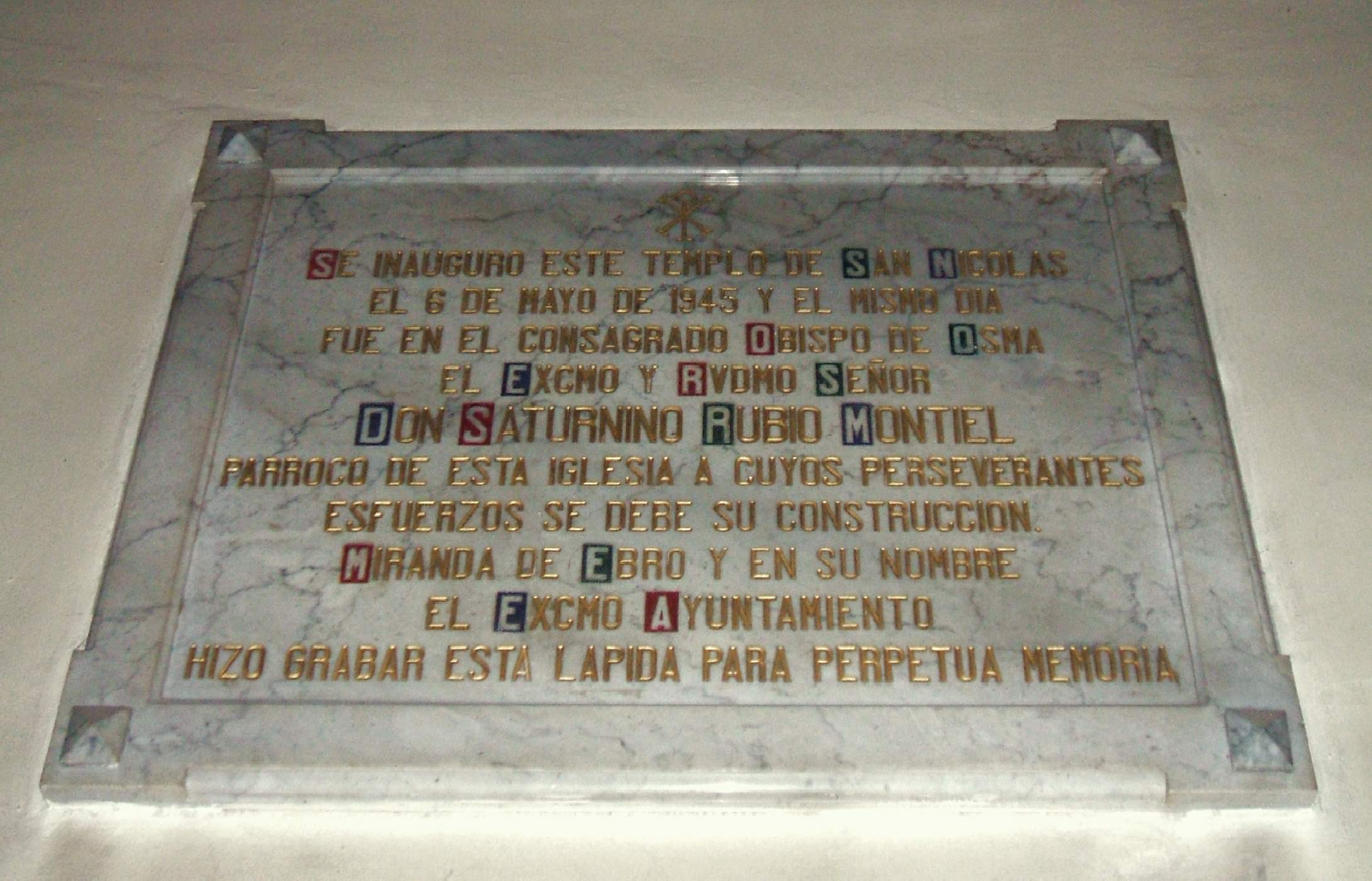
Placa conmemorativa de la inauguración del templo en 1945.

El exterior de la iglesia muestra un edificio construido en ladrillo caravista rojo de importantes dimensiones; su diseño es eminentemente funcional y esquemático. La fachada principal se compone de un pórtico de tres arcos sobre una gran escalinata de estrada. Destacan el gran rosetón frontal y la torre-campanario, construida en un solo cuerpo prismático. Los remates, en las cornisas y las molduras de los vanos, son de chapado en piedra.
El edificio presenta planta basilical, sin crucero, y sigue unos cánones sobrios. El interior se compartimenta en tres naves de seis tramos y desigual altura, siendo la central mucho mayor y estando separada de las dos laterales mediante columnas cuadradas. La nave central se cubre con una solución arquitrabada, a modo de gran techo, y las laterales con bóveda de arista. El primer tramo de la nave central está ocupado por un coro alto y, en la parte inferior, por el atrio de entrada al templo. 
La cabecera de la iglesia se cierra con ábside semicircular con un lucernario cilíndrico en lo alto. El interior se completa con óculos y ventanales con vidrieras en los laterales. La decoración interna, concentrada en la cabecera y el semicírculo absidial, se basa en grandes frescos pintados por Manuel Navarro y su hermano. El programa iconográfico está presidido por una representación del Córdero Místico como fuente de vida. Diversas tallas devocionales de factura moderna se distribuyen en los espacios perimetrales.

## Galería de imágenes

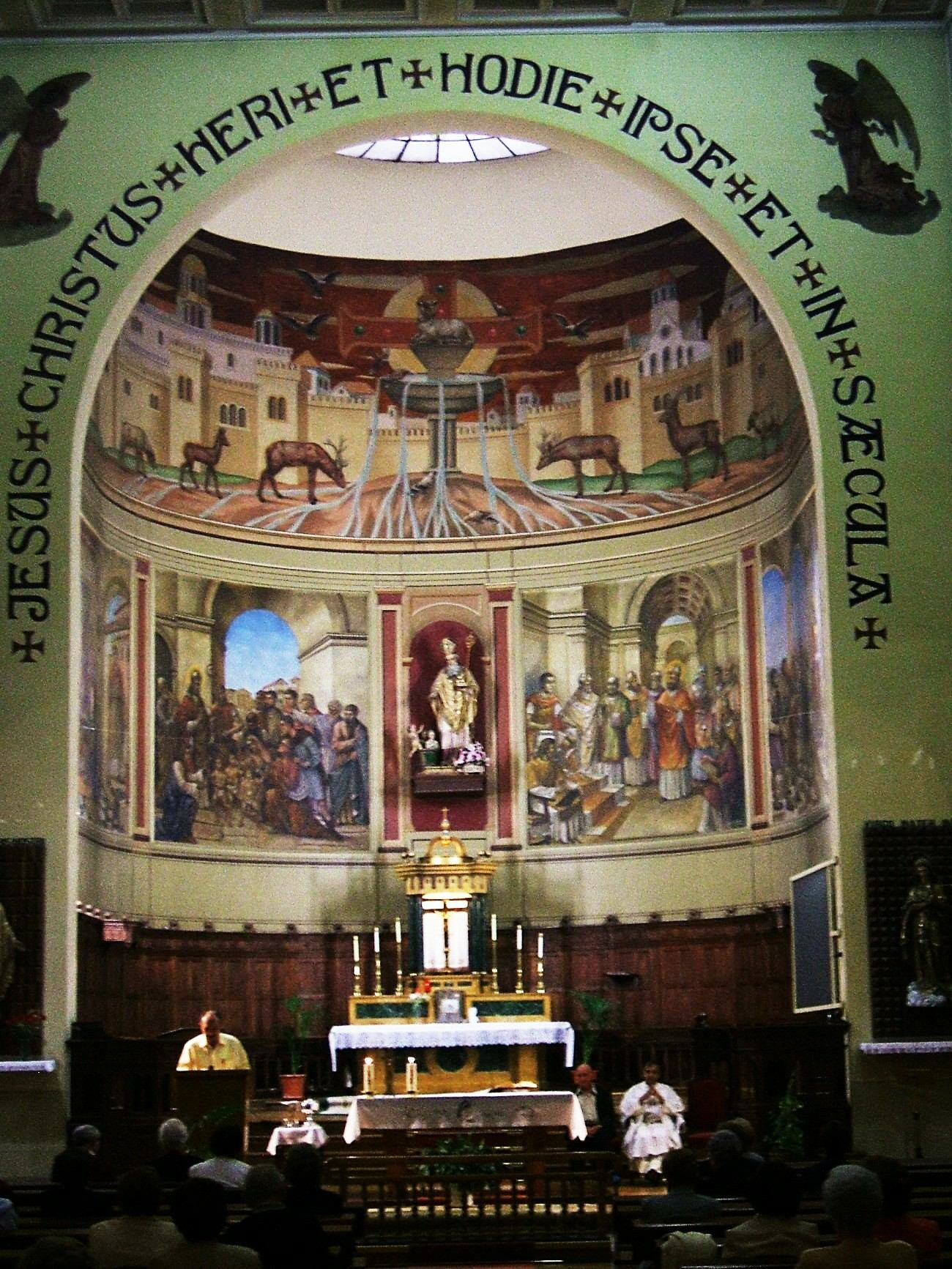
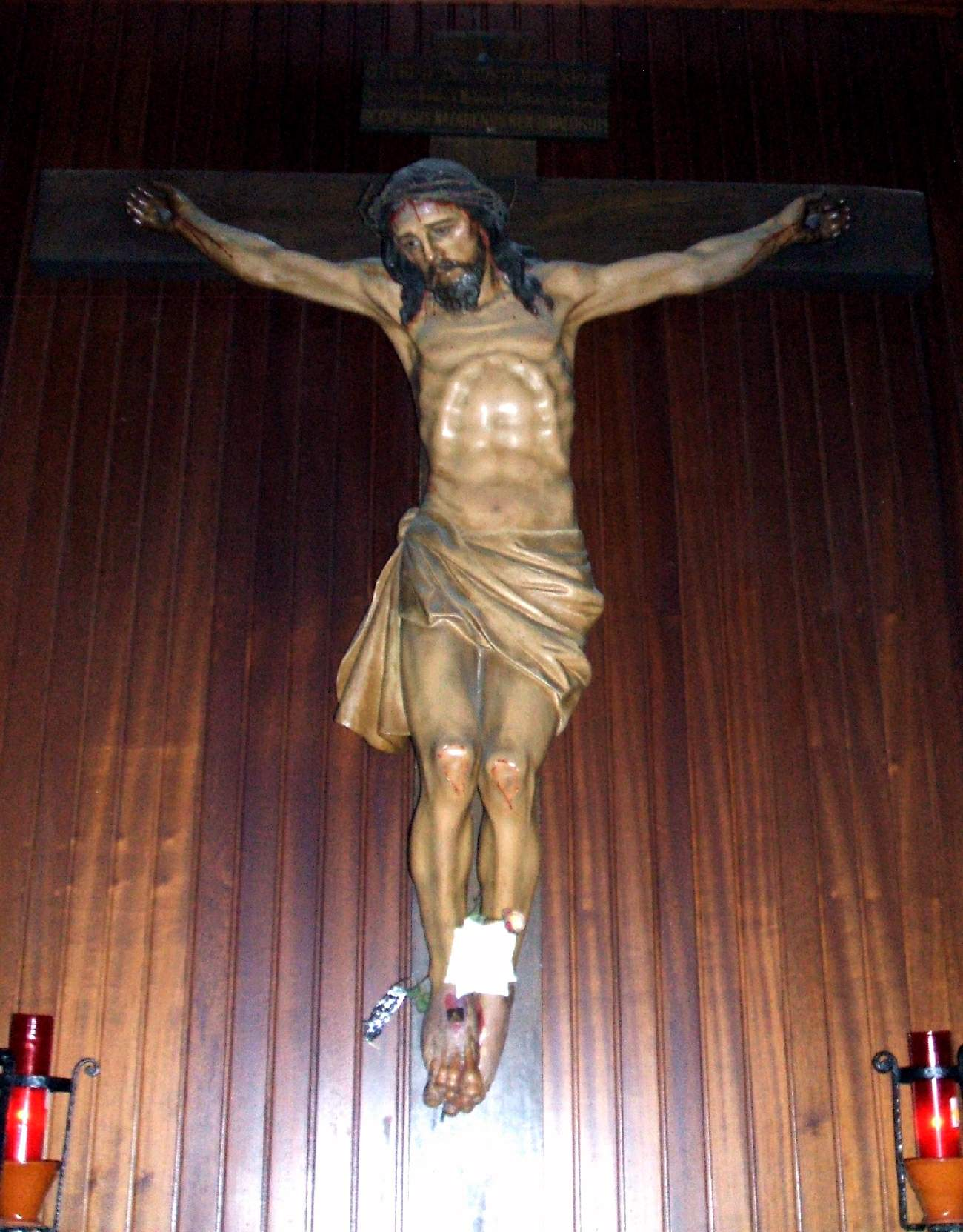
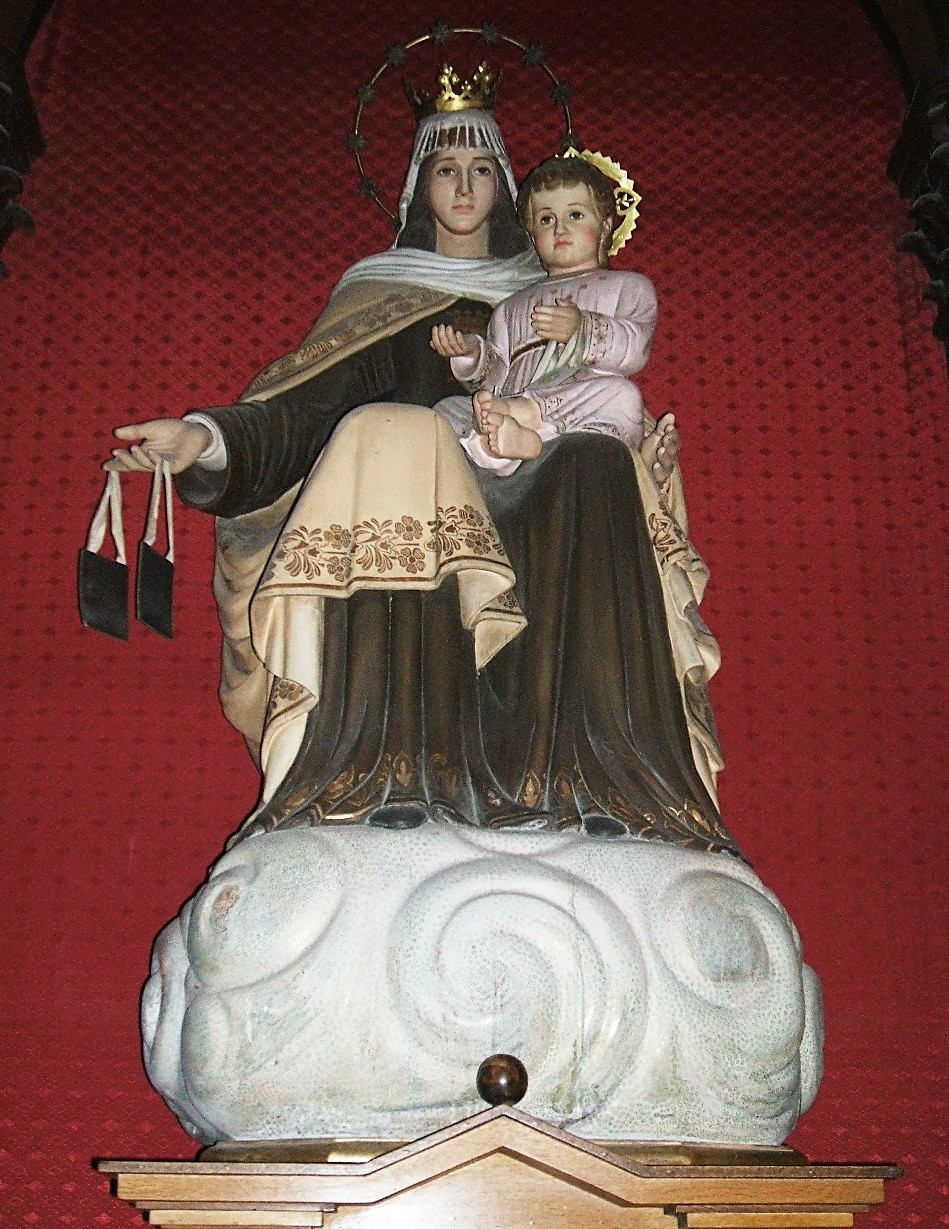
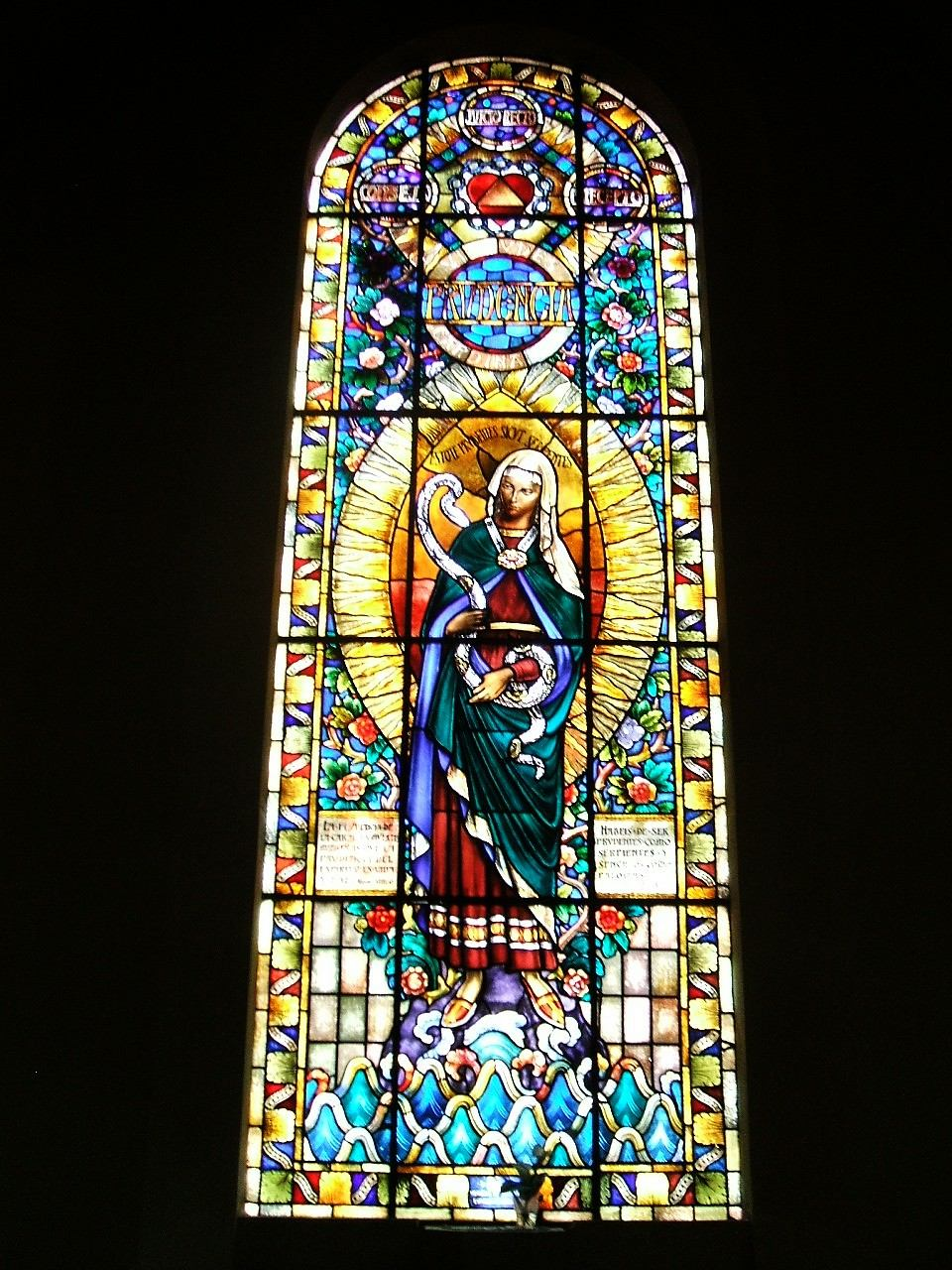
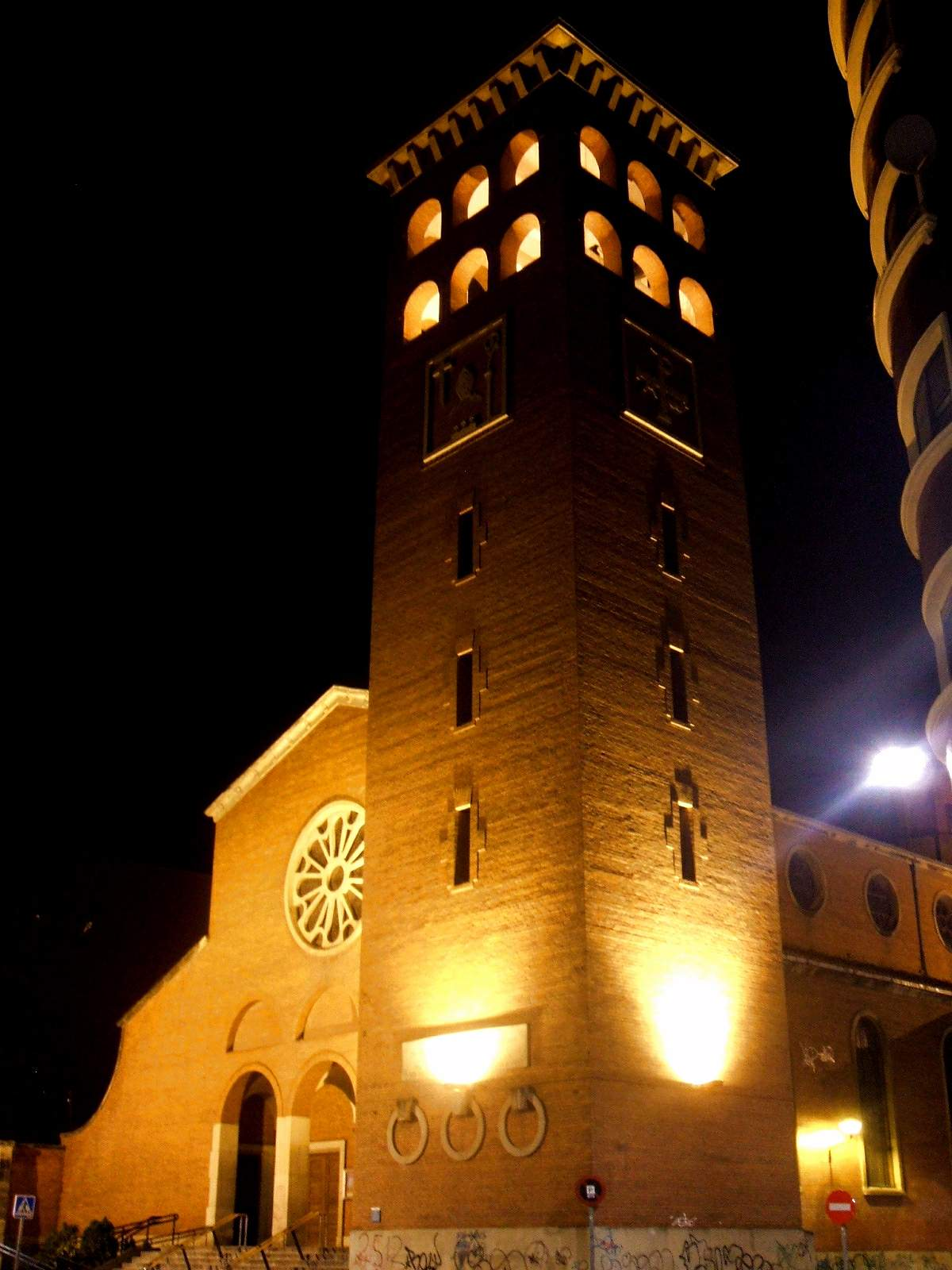
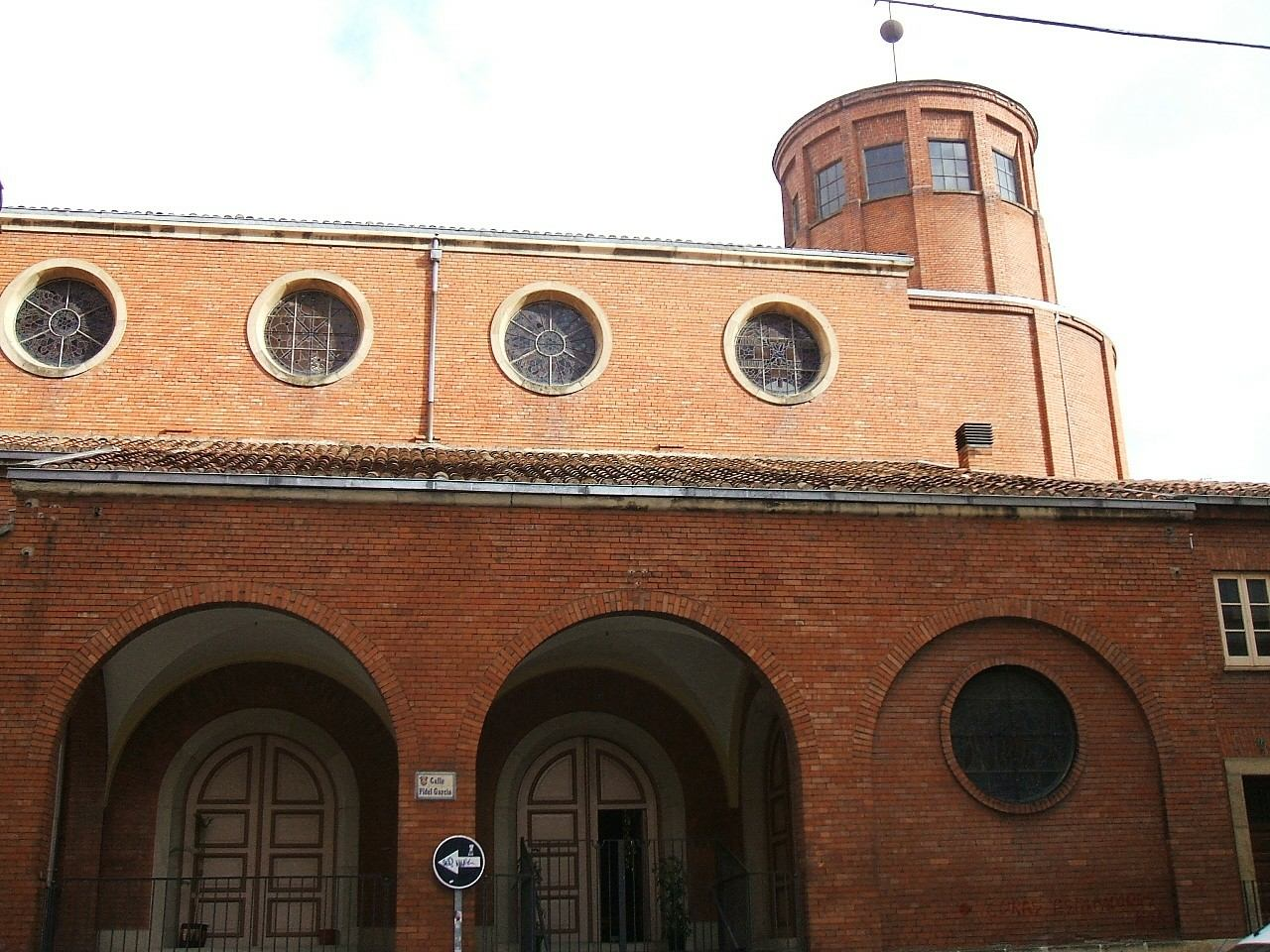